# Mur de notícies

Logo de "F" utilitzat per Facebook al 2019.

El news feed o mur de notícies és l'apartat principal de la xarxa social Facebook, el qual permet als usuaris consumir informació publicada a la xarxa social. Es conforma per un llistat d'històries i publicacions situades a la part central de la pàgina d'inici i consisteix en actualitzacions constants de l'estat, fotos, vídeos, enllaços, activitat d'aplicacions i "m'agrada" d'amics, pàgines i grups que l'usuari segueixi a Facebook.

## Funcionament
Les publicacions que apareixen a dalt del mur de notícies vénen determinades per les connexions i l'activitat de l'usuari a Facebook. El nombre de comentaris, "m'agrada" i reaccions que rep una publicació i el tipus de publicació que és (foto, vídeo o actualització d'estat) també pot fer que sigui més probable que aparegui més a dalt al mur de notícies. Per les empreses, l'objectiu a Facebook és crear contingut captivador que sobresurti en el mur de notícies, per tal d'augmentar el seu engagement amb els usuaris.
L'ordre d'aparició d'aquestes publicacions depèn dels mateixos usuaris i la seva interacció amb persones i continguts. Existeix l'opció d'ordenar el mur per tal de veure només les publicacions recents o dels usuaris preferits. Després d'un temps, el mur torna a tenir la configuració predeterminada.
També es poden limitar o potenciar els continguts que apareixen al Mur de Notícies a través d'establir la configuració de la mateixa publicació, a la fletxa invertida de la part superior dreta. Les opcions són ocultar la història o deixar de seguir a l'usuari.

## Algoritme
L'algoritme selecciona els continguts més afins als interessos de cada usuari, prioritzant les històries dels "amics" que més segueixi. Cada publicació genera una puntuació d'acord amb la persona, el tipus de contingut, la interacció i l'actualitat. D'aquesta manera, estableix un ordre que col·loca a dalt aquella publicació que l'algoritme considera que pot interessar més a l'usuari.
Al principi Facebook utilitzava un sistema anomenat EdgeRank per tal de determinar el que els usuaris veien en el seu mur de notícies, basat en criteris com l'afinitat entre usuaris, el tipus de contingut i la data de publicació.
El 2013, Facebook va reemplaçar EdgeRank per un algoritme més refinat, amb el qual l'actualitat i la rellevància van convertir-se en aspectes importants per les empreses a l'hora de generar contingut. També va aconseguir que les publicacions de baixa qualitat perdessin visibilitat.

## Història
El 6 de setembre, Facebook llença per primera vegada el Mur de Notícies, el que segons el seu creador, Mark Zuckerberg, seria "el primer mur social real".
Al principi, el mur permetia triar preferències d'històries i publicacions, però el 2008 aquesta opció desapareix per tal de simplificar el lloc web.
El 2018, a través de canvis en l'algoritme, Facebook busca que el contingut que aparegui en el mur de notícies serveixi per fomentar les interaccions significatives entre les persones. Aquests canvis perjudicaven els editors amb menys engagement que les grans empreses, els quals van perdre la confiança en el mur. Quan es va anunciar el canvi les accions de la xarxa social van retrocedir un 4,77 %, el qual va suposar pèrdues de 3,3 milions de dòlars.
El 2021, Facebook va incloure la funció de restringir els comentaris en publicacions públiques i decidir qui pot comentar, malgrat que tothom pugui visualitzar-les. També es va incloure l'opció d'ordenar el mur de notícies de forma cronològica i no segons l'algoritme.

## Crítiques

### Fake news i polarització
El funcionament del mur de notícies de Facebook ha sigut criticat els últims anys per la perillositat de mostrar publicacions en ordre d'engagement. Els usuaris reben informació viral constant sense fonament, generant notícies enganyoses que amb l'ajuda de l'algoritme "Prioritza i amplifica la divisió i polarització del contingut", assegurava Frances Haugen, gerent de producte de Facebook fins a 2019.

### Publicitat
Quan la publicitat va començar a créixer a la plataforma, Facebook va començar a monitorar les interaccions entre els usuaris i els anuncis. Quan els usuaris tenien algun tipus d'interacció amb un tipus de contingut publicitari, Facebook començava a mostrar anuncis similars al seu mur. D'aquesta forma la xarxa va guanyar més anunciants, ja que les empreses veien l'oportunitat de crear contingut rellevant per una audiència objectiu molt més acotada. Va succeir de forma similar amb l'apartat "Articles relacionats", que recomana articles segons les preferències de contingut dels usuaris.